# Ataujía

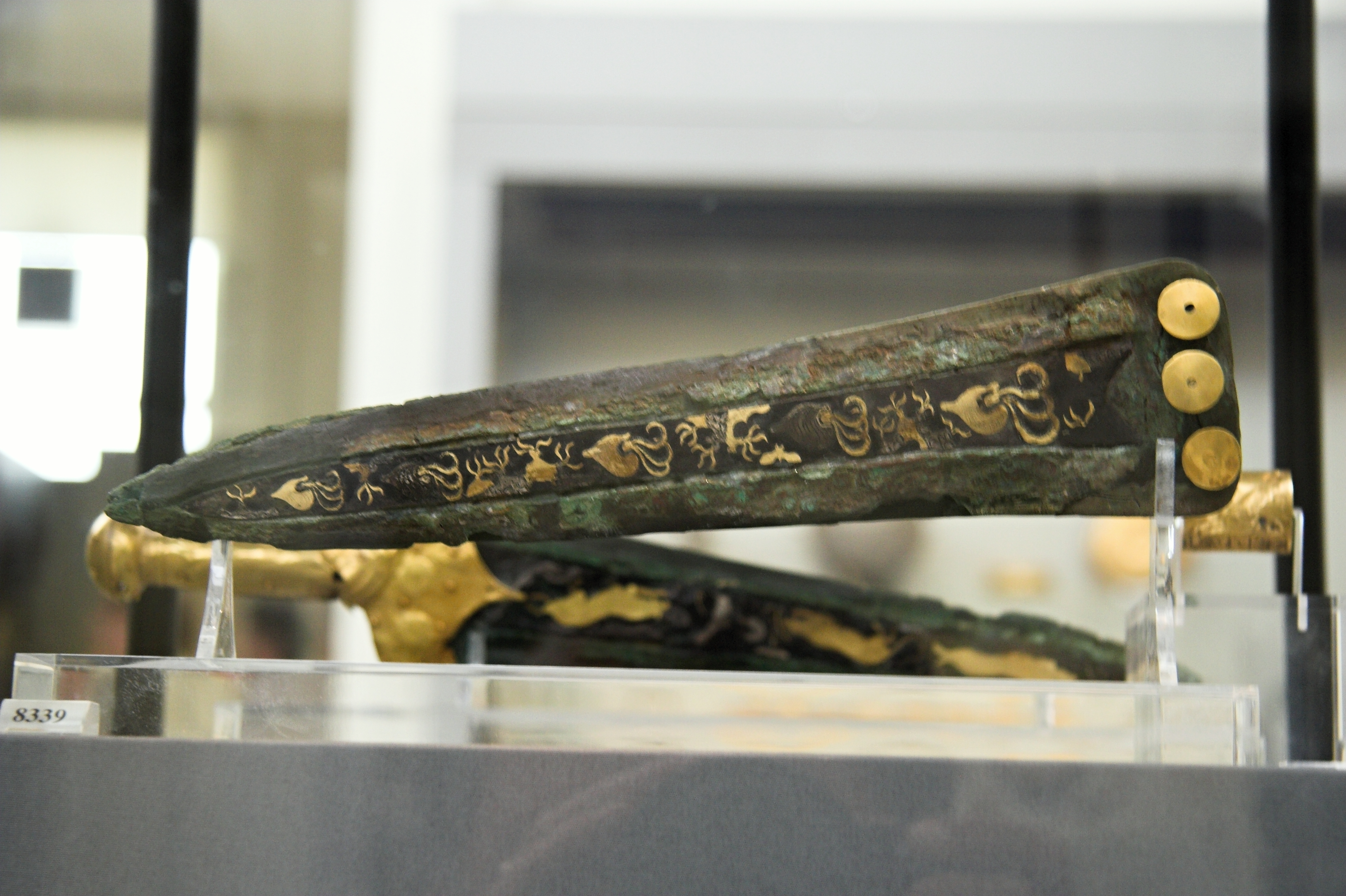
Ataujía en una daga de bronce de Micenas

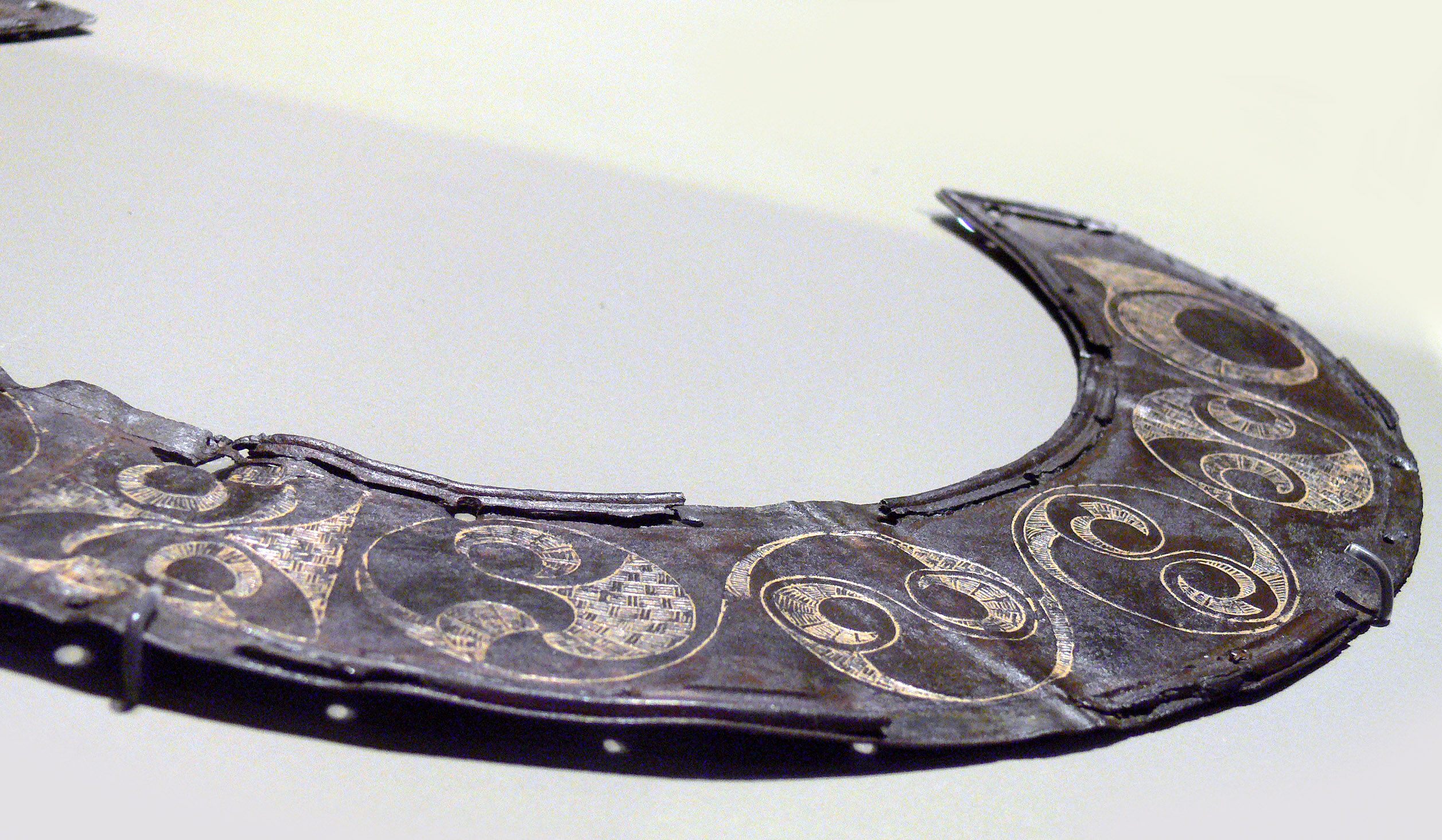
Collar celta, adornado con ataujía (-)

La ataujía es una técnica artesanal de incrustación de filamentos de oro o plata sobre una base de otros metales, precursora del damasquinado.

## Denominación
La palabra ataujía proviene del árabe at-tawsiya (adornar); En el Renacimiento tuvo una gran expansión, muestra de lo cual son los arcaísmos que se han conservado en muchas lenguas: tausia (italiano), atauxia (catalán), tauchie (francés), ataujia (euskara), tauschierung (alemán), tauxia (portugués) o tauzóvani (checo).

## Técnica
La ataujía se corresponde con la labor de taracea, pero realizada sobre metal. Esto es: practicar una incisión sobre el metal base, para proceder a su rellenado con otro metal.

## Historia
Aunque era usada al menos desde la época de los celtas, tuvo un gran desarrollo en tiempos de al-Ándalus, sobre todo en Toledo, hasta llegar a ser una enseña del arte hispanoárabe. En el siglo XVI todavía era conocida, pero después entró en decadencia. En el siglo XIX artesanos de Éibar lo recuperaron y mejoraron, desarrollando una nueva técnica que denominaron damasquinado. Con la expansión de éste, la palabra ataujía ha llegado a ser usada como sinónimo de damasquinado; aunque los especialistas siguen distinguiendo entre ambas técnicas.